# Mimicogryllus maculatus
Mimicogryllus maculatus är en insektsart som först beskrevs av Lucien Chopard 1927.  Mimicogryllus maculatus ingår i släktet Mimicogryllus och familjen syrsor. Inga underarter finns listade i Catalogue of Life.